# Boeing 777
Boeing 777 er et to-motoret wide-body langdistancefly udviklet og produceret af amerikanske Boeing.

## Udvikling
Boeing 777-projectet blev lanceret i 1990, som en forlænget version af Boeing 767. Dette blev så ændret til et helt nyt fly. Den blev udstyret med 2 motorer, hvilket gav en betydelig fordel over konkurrenterne Airbus A340 og McDonnell Douglas MD-11 der havde 3 og 4 motorer, hvilket øgede brændstofforbruget. Boeing 777 har også den bredeste og bedst lyddæmpede kabine af de tre.
777-200A havde sin første flyvning 12. juni 1994. Den første blev leveret til United Airlines i 1995. I 1997 fløj Boeing 777-200ER for første gang. Denne havde en forøget rækkevidde på 11.000 km med fuld last. Til sammenligning kunne 777-200A kun flyve 7.000 km med fuld last. I 2006 fløj Boeing 777-200LR, som har nyere motorer, og en rækkevidde på 16.000 km. På en af flyvningerne fløj denne version hele 21.000 kilometer, fra Hong Kong over USA til London, uden at mellemlande.
Boeing 777-300 fløj første gang i 1997. Denne var baseret på 777-200ER, men var forlænget med 10 meter. I 2003 fløj Boeing 777-300ER så, denne med forøget rækkevidde.

## Fragt
Boeing har også udviklet Boeing 777-200F. Denne er beregnet til fragt, hvorfor der ikke vil være vinduer i kabinen.

## Ulykker
Pr. marts 2014 har 777 været i 11 flyulykker og hændelser, herunder fem bekræftede skrog-loss ulykker, og tre kapringer.[kilde mangler]
Boeing 777 har haft en enkelt nødlanding som følge af iskrystaller i brændstofsystemet, der medførte af begge motorer satte ud kort før landing. Dette skete for British Airways Flight 38 i London Heathrow Airport 17. januar 2008. Flyet blev totalskadet ved nødlandingen.
I 2011 udbrød brand i cockpitet på en parkeret EgyptAir 777-200 i Cairo International Airport i 2011. Flyet blev totalskadet.
Den 6. juli 2013 brændte en del af en Boeing 777 fra Asiana Airlines Flight 214 under en nødlanding på landingsbane 28L i San Francisco International Airport. Flyet, fra Seoul i Sydkorea, havde 291 passagerer og 16 besætningsmedlemmer om bord. Flyulykken kostede 3 mennesker livet, hvoraf den ene dødsulykke skyldtes, at en passager blev ramt af et redningskøretøj på jorden.

Den 8. marts 2014 forsvandt Malaysia Airlines Flight 370, et 777-200ER med 227 passagerer og 12 besætningsmedlemmer, på vej fra Kuala Lumpur til Beijing. Kontrolcentret mistede kontakt med flyet, mens det befandt sig i Vietnamesisk luftrum over det Sydkinesiske Hav, 6°55′15″N 103°34′43″E. Flyets forsvinden kan være følgerne af en bevidst handling fra en eller flere ombord på flyet. En del af en vinge, der er drevet i land ved øen Reunion øst for Madagaskar, stammer fra det forsvundne MH370-fly. Det var det første spor efter flyet siden det forsvandt.
Den 17. juli 2014 blev Malaysia Airlines Flight 17, et 777-200ER med 283 passagerer og 15 besætningsmedlemmer, på vej fra Amsterdam til Kuala Lumpur skudt ned over det østlige Ukraine. Flyet blev skudt ned af ukendte gerningsmænd.
Den 3. august 2016 nødlandede en 777-300 fra Emirates Airlines (Emirates B773) i Dubai International Airport uden landingsstellet slået ned. Ombord var en besætning på 18 personer og 282 passagerer. Under landingen forsøgte piloten at afbryde denne. Flyet steg dog ikke, men ramte i stedet landingsbanens sidste del uden landingsstellet slået ned. Efter landingen brød flyet i brand. Alle ombordværende blev evakueret og overlevede. En brandmand omkom under slukningsarbejdet. Flyet udbrændte. 